# Station Chassen Road
Chassen Road is een spoorwegstation van National Rail in Trafford in Engeland. Het station is eigendom van Network Rail en wordt beheerd door Northern Rail. 